# شيكو غونزاليس
شيكو غونزاليس هو كاتب وشاعر دومينيكاني، ولد في 29 أكتوبر 1945 في سانتياغو دي لوس كاباليروس في جمهورية الدومينيكان.